# عماد الدوسري (لاعب كرة قدم مواليد 1985)
عماد عبد الله الدوسري (بالإنجليزية: Imad Al-Dossari)‏؛ مواليد 4 يونيو 1985 في السعودية، هو لاعب كرة قدم سعودي يلعب حالياً في نادي طبرجل.

## مسيرة اللاعب
كانت بداياته مع نادي الفيحاء و لعب بعدها في نادي التعاون ونادي الطائي ونادي الوحدة ونادي الوشم ونادي اللواء ونادي الأخدود ونادي النجمة.